# Domarin
Domarin é uma comuna francesa na região administrativa de Auvérnia-Ródano-Alpes, no departamento de Isère. Estende-se por uma área de 2,99 km². Em 2010 a comuna tinha 1 710 habitantes (densidade: 571,9 hab./km²).